# André Paul Clavaud
Pour les articles homonymes, voir Clavaud.
André Paul Clavaud, né le 4 février 1803 à Angoulême et mort le 25 septembre 1874 à Toulon, est un officier de marine français.

## Biographie
Élève du Collège de la marine d'Angoulême (janvier 1818), de 2e classe (juin 1820) puis de 1re (octobre 1823), il participe à la campagne d'Espagne sur la Magicienne et le Santi-Pietri. 
Enseigne de vaisseau (mai 1825), il sert sur la frégate Cybèle pendant la prise d'Alger (1830) et est promu lieutenant de vaisseau en octobre. Il participe alors à des campagnes en Méditerranée puis commande le Dupetit-Thouars pendant l'expédition du Mexique de 1838.
Capitaine de corvette (août 1839), il est sur le Marengo (en) en escadre de Méditerranée avant d'être nommé capitaine de vaisseau en octobre 1844 et de commander le Volage dans l'escadre du prince de Joinville durant le bombardement de Mogador. 
En 1848-1849, il commande le vaisseau Inflexible (en) en escadre de Méditerranée puis entre en janvier 1850 au Conseil d'amirauté. Commandant de la corvette à vapeur Véloce et de la station de Terre-Neuve (1852-1853), il devient ensuite chef d'état-major, sur l' Inflexible, de l'amiral Parseval-Deschênes pendant la campagne de la Baltique (1854). 
Contre-amiral (décembre 1854), major général à Toulon (1855-1857), il prend part à la guerre d'Italie sur le Pomone (1859) et est promu vice-amiral en mars 1861. 
Préfet maritime de Cherbourg (1861-1863) puis de Toulon (1863-1864), il prend sa retraite en février 1868.

## Récompenses et distinctions
- Chevalier, officier et commandeur de la Légion d'Honneur[1].